# Чухонцев, Олег Григорьевич
Оле́г Григо́рьевич Чухо́нцев (род. 8 марта 1938, Павловский Посад, Московская область) — русский поэт, переводчик.

## Биография
Окончил филологический факультет Московского областного педагогического института имени Крупской. В разные годы работал в отделах поэзии журналов «Юность» и «Новый мир».
Первая поэтическая публикация состоялась в 1958 году в журнале «Дружба народов». Составленная в 1960 году книга стихов «Замысел» издана не была; той же участи подверглась и следующая — «Имя». В 1968 году, после публикации в журнале «Юность» стихотворения «Повествование о Курбском», оппоненте Грозного, началась открытая травля поэта в печати, на издание его произведений был наложен негласный запрет, продлившийся 8 лет. В эти годы Чухонцев много занимался поэтическим переводом классической и современной поэзии стран Европы, США и СССР (П. Верлен, Дж. Китс, И. В. фон Гёте, П. Севак, К. Кулиев, Х. Гагуа и др.), чем и зарабатывал на жизнь, хотя его лирика получила самую высокую оценку ещё в начале 1970-х годов (Александр Галич, Наум Коржавин, Юнна Мориц).
Первый сборник стихотворений «Из трёх тетрадей» цензура пропустила лишь в 1976 году, второй — «Слуховое окно» — ещё через 7 лет. Свободным от цензурных искажений стал третий — «Ветром и пеплом» (1989). Затем издавались сборники «Пробегающий пейзаж» (1997), «Фифиа» (2003), книга избранных произведений «Из сих пределов» (2005), поэма «Однофамилец» (2008), в 2014 году вышел двухтомник «Речь молчания» и «Безъязыкий толмач»: в него вошли оригинальные стихи поэта и его избранные переводы европейских и американских поэтов, в 2019 году под редакцией Максима Амелина вышел большой том стихотворений «… и звук, и отзвук», являющийся на сегодняшний день самым полным собранием лирики Чухонцева.
Стихи Олега Чухонцева переведены на многие языки мира. Он — лауреат Государственной премии РФ (1993), Пушкинской премии фонда Альфреда Тёпфера (Германия, 1999), Пушкинской премии России (2003), поэтической премии «Anthologia» (2004), большой премии «Триумф» (2005), премии имени Бориса Пастернака (2005) и множества других. В 2007 году Олег Чухонцев стал лауреатом национальной литературной премии «Поэт».
В лирике Чухонцева часто звучат экзистенциальные мотивы («Superego», «… и дверь впотьмах привычную толкнул…», «Пусть те, кого оставил Бог…»). 24 мая 2007 года на торжественной церемонии вручения национальной премии «Поэт» Олегу Чухонцеву Мариэтта Чудакова сказала: «Олега Чухонцева всегда отличало чувство порядочности и экзистенциальной свободы».
Живёт в Москве.

## Награды
- Орден «За заслуги в культуре и искусстве» (19 октября 2022 года) — за большой вклад в развитие отечественной культуры и искусства, многолетнюю плодотворную деятельность[2].
- Государственная премия Российской Федерации в области литературы и искусства 1993 года (7 декабря 1993 года) — за сборник стихотворений «Ветром и пеплом»[3].
- Пушкинская премия в области поэзии (5 июня 2003 года)[4].
- Национальная литературная премия «Поэт» (2007).
- Пушкинская премия фонда Альфреда Тёпфера, Германия (1999).
- Поэтическая премия «Anthologia» (2004).
- Большая премия Триумф (2005).
- Премия им. Бориса Пастернака (2005).
- Почётный гражданин города Павловский Посад.

## Цитаты
Я не люблю забытовленной фактуры. Мне кажется, что всегда надо искать то, что составляет смысл. Иначе надо писать очерки, прозу. А я прозу принципиально не хотел писать, потому что это требует больших усилий и другого образа жизни. Мне же кажется, что самое главное — неназываемое, и поймать это для меня всегда было наиболее интересно и ценно. Может быть, из-за моего созерцательного темперамента, не знаю. Точнее, не темперамента, он у меня достаточно активный, а вот образ мышления — созерцательный.

Сэлинджера читают и всегда будут читать, потому что он угадал — и, видимо, на все времена — вот этот код подростка: слом характера, ожесточенность, правдолюбие вопреки всему и бунт против взрослых. Он много чего угадал. И мне кажется, что эта книжка в каком-то смысле переживёт все большие романы, и не только американской литературы.

Я думаю, что вся советская поэзия обязана не Маяковскому, а Гумилеву. Маяковскому подражали для того, чтобы сделать карьеру. Хотя Маяковскому трудно подражать: он слишком индивидуален в стихе. Гумилев всё-таки поэт классической просодии. И вся эта статуарность, соединение некоторого стоицизма с показным христианством в некоторых поздних вещах, она была очень многим близка.

Есть такие сумасшедшие, гениальные люди. Они есть ещё. Вот вдруг, мы узнаем вчера про двух нобелевских лауреатов. Они рванули туда. И когда я увидел, что им предлагают поехать в это самое Востряково, то бишь Сколково… А чего они там не видели?! Вы, господа, сделайте так, чтобы здесь люди жили нормально.
— Олег Чухонцев

## О поэзии Олега Чухонцева
- «Поэзия Чухонцева в каком-то смысле необходима русской культуре как один из вариантов творческого пути, ориентированного на традиционные ценности. Речь не идёт о готовых ценностях. Традиционность Чухонцева — в обращенности взгляда вспять, в самой потребности черпать из прошлого. При этом Чухонцев — сам всегда в начале этого пути и не смеет подводить итогов. Он постоянно в поисках языка, который в результате всякий раз неузнаваем. Чухонцев не „закрывает“ своего языка, доводя до совершенства собственную интонацию, — он не „заражает“ читателя собой. Этим он исключительно плодотворен для читателей и собратьев по перу. Чухонцев отдаривает за читательское погружение в свои стихи образом той перспективы, на пути к которой нет первых и последних»[6] — Владимир Козлов, «Новый мир», 2008.
- «Если поэзия — служение, если имеется какой-то смысл в рифмовании слов родного языка, то Чухонцев не стремится возвысить простого читателя до себя. Нет: он дает ему возможность ощутить и себя немного поэтом, осознать, что некое тайное значение содержится в трогательных и жалких воспоминаниях детства, в тоске по дому, в невозвратимости нехитрого человеческого счастья. Не надо никого проклинать, никого не надо судить или винить. Что же надо? Присесть у окна в сад (возможно, уже и не существующий), вглядеться в сырую тьму с бликами то ли светлячков, то ли звёзд»[7] — Бахыт Кенжеев, «Арион», 1996.

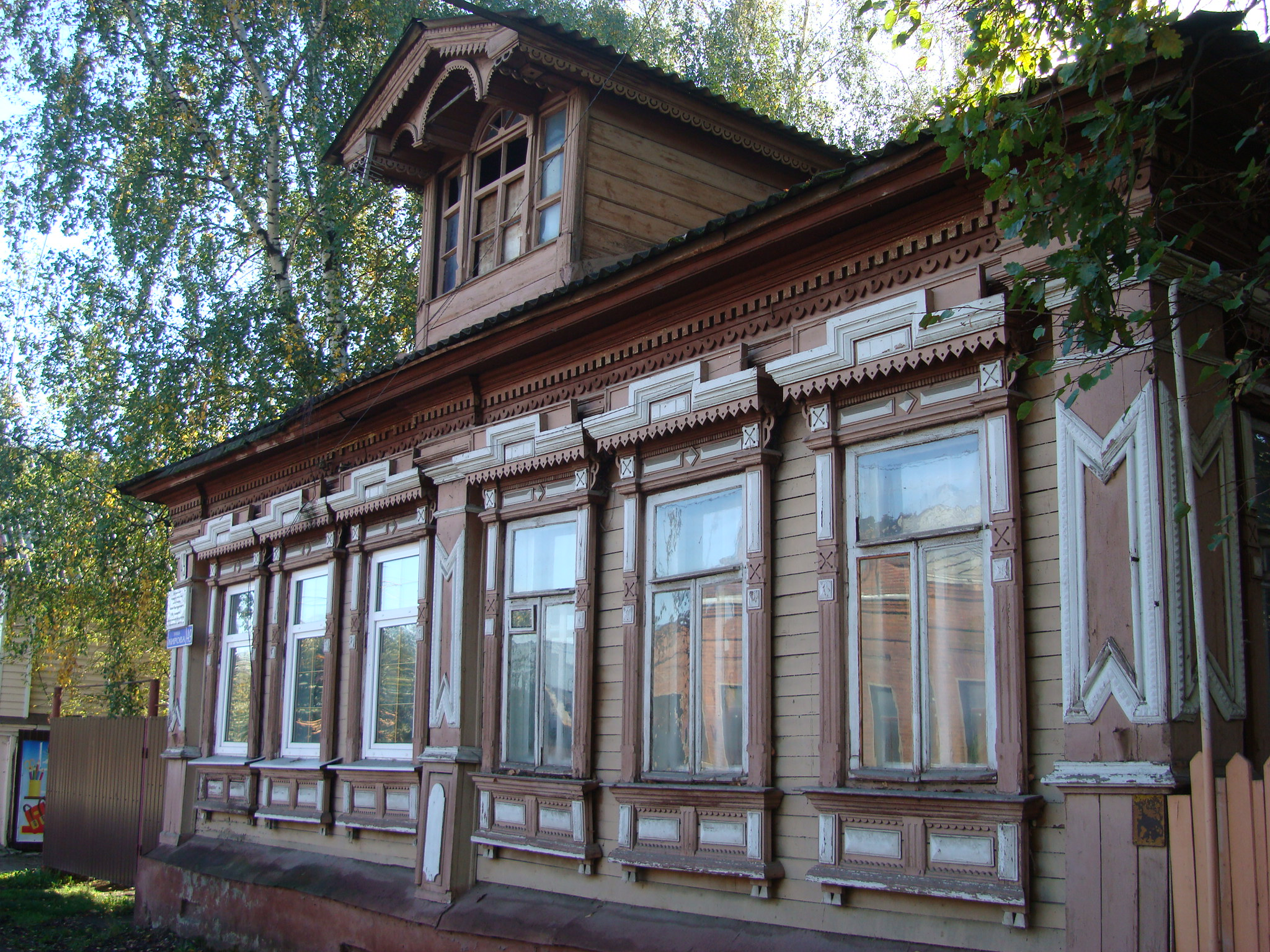
Дом поэта Олега Чухонцева в Павловском Посаде

- «… базис поэтики Чухонцева — это, казалось бы, честный мейнстрим советской поэзии, это, если угодно, Твардовский; но — в отличие от автора „Василия Теркина“, которого я вовсе не хочу принизить, — Чухонцев осознает место этой поэтики в широком культурном контексте и сложность самого контекста и играет с этой сложностью. И в результате его „неореализм“ сам по себе также открывает перед поэтом новые и неожиданные возможности. Конечно, для любовной, к примеру, лирики он подходит плохо — любовные стихи Чухонцева сравнительно малоудачны; не слишком вдохновляют и его философские рассуждения. Но вот такое сочетание экзистенциальной остроты с натуралистической жёсткостью — кому ещё оно доступно? — и уж это-то настоящая поэзия …»[8] — Валерий Шубинский, «Критическая Масса», 2004.
- «В середине 70-х мне довелось с друзьями навестить Арсения Тарковского. В ту пору он находился в зените своей славы. Мы заговорили о современной поэзии. Выяснилось, что он не знает Олега Чухонцева. И так отрадно мне было потом узнать, что незадолго до своей смерти старый поэт сказал: „Чухонцев — это моя надежда“.»[9] — Николай Кружков «И мы где-то жили на этой земле…» «Литературная газета», 2007.

### Книги Олега Чухонцева
- Олег Чухонцев. Из трёх тетрадей: Стихи. — [Худож. В. Г. Виноградов] — М.: Советский писатель, 1976. — 128 с.; 20 000 экз.
- Олег Чухонцев. Слуховое окно. — [Худож. Г. Трошков] — М.: Советский писатель, 1983. — 136 с.; портр.; 20 000 экз.
- Олег Чухонцев. Ветром и пеплом: Стихотворения и поэмы. — [Худож. А. Семёнов] — М.: Современник, 1989. — 126 с.; 20 000 экз. — ISBN 5-270-00560-3
- Олег Чухонцев. Стихотворения. — М.: Художественная литература, 1989. — 303 с.
- Олег Чухонцев. Пробегающий пейзаж. — СПб.: ИНА-Пресс, 1997. — 272 с.
- Олег Чухонцев. Фифиа. — СПб.: Пушкинский фонд, 2003. — 48 с.
- Олег Чухонцев. Из сих пределов. — М.: ОГИ, 2005. — 320 с. — ISBN 978-5-94282-293-4.
- Олег Чухонцев. Из лирики. В честь присуждения Российской национальной премии «Поэт». — М.: Время, 2007. — 48 c.
- Олег Чухонцев. Из сих пределов. (2-е изд.) — [Худож. А. Ирбит; В оформлении исп. рисунки из рукописи автора] — М.: ОГИ, 2008. — 320 с. — ISBN 978-5-94282-458-7.
- Олег Чухонцев. Однофамилец. Городская история. — М.: Время, 2008. — 128 с.; 2000 экз. — ISBN 978-5-9691-0285-9.
- Олег Чухонцев. 37. — [Пред. и состав. серии Инна Булкина ] — Киев: Laurus, 2013. — 124 с.; 1000 экз. (Серия «Числа», вып. 5)
- Олег Чухонцев. Речь молчания. Сборник стихов (из разных книг). — [Худож. А. А. Семёнов; На первой стр. облож. работа «Спящая Венера» Виктории Пельше; Предислов. автора] — М.: ArsisBooks, 2014. — 224 с.; портр. — ISBN 978-5-904155-43-8. (Современная поэзия)
- Олег Чухонцев. Безъязыкий толмач. Избранные переводы. — [Худож. А. А. Семёнов; На первой стр. облож. работа «Пегас» В. Пельше; Послеслов. автора] — М.: ArsisBooks, 2014. — 144 с.; портр.; 2000 экз. — ISBN 978-5-904155-45-2. (Мировая поэзия)
- Олег Чухонцев. выходящее из — уходящее за: Книга стихов. — М.: ОГИ, 2015. — 86 с.; 1000 экз. — ISBN 978-5-94282-779-3
- Олег Чухонцев. Гласы и глоссы. Извлечения из ненаписанного. — М.: Б. С. Г. — Пресс. — 2018. — 64 с. ISBN 978-5-94282-826-4
- Олег Чухонцев. и звук и отзвук: из разных книг. — [Илл. Ю. Грешновой.] — М.: Рутения, 2019. — 600 с.; 1000 экз. — ISBN 978-5-6041057-4-0

### Журналы
Выборочно
- «Юность» № 6, 1966. — 112 с.; Олег Чухонцев [стихи]: «Я был разбужен третьим петухом…»; «Я назову тобой бездомный год…»; Арбатский марш; Прощание с осенью. С.19. — 2 000 000 экз.
- «Юность» № 10, 1976. — 112 с.; Олег Чухонцев [стихи]: Прощанье с давними тетрадями…; Сон, С чем останешься; Кроме шуток. С.48—49. — 2 650 000 экз.